# گلس انیمالز
گلس انیمالز (انگلیسی: Glass Animals) یک گروه موسیقی بریتانیایی سایکدلیک پاپ است که در سال ۲۰۱۰ در آکسفورد شکل گرفت. خواننده، ترانه‌سرا و تهیه‌کننده این گروه دیو بیلی است. بیشتر شهرت آنها به دلیل موزیک Heat waves است.